# Hey Violet
Gli Hey Violet sono un gruppo musicale pop punk statunitense proveniente da Los Angeles, formato inizialmente da Rena Lovelis, Nia Lovelis, Miranda Miller, Casey Moreta e Iain Shipp fino al 1º settembre 2017 quando l'account ufficiale della band rilasció la notizia dell'abbandono della band da parte di Miranda.
Il gruppo fu creato da Julia Pierce nel 2008 con il nome di Cherri Bomb composto da lei, le due Lovelis e Miller. Nel 2012 uscì l'album di debutto This Is the End of Control, mentre l'anno seguente Pierce lasciò il gruppo e fu sostituita da Moreta.
Nel 2015 il gruppo cambiò nome in Hey Violet e si unì alla Hi or Hey Records. Nello stesso anno furono chiamati a partecipare al Rock Out with Your Socks Out Tour della band pop rock australiana 5 Seconds of Summer; pubblicò inoltre i singoli This Is Why e I'm There e successivamente l'I Can Feel It EP.
Il gruppo organizzò nel dicembre 2015 un proprio tour europeo, durante il quale fece tappa anche a Milano. Nel 2016 il bassista Iain Shipp entrò a far parte ufficialmente del gruppo.
La band richiama le influenze musicali dei blink-182 e Green Day.

## Storia del gruppo

### 2008 - 2013: Cherri Bomb e la separazione da Julia Pierce
Cherri Bomb era formato da Julia Pierce, Nia Lovelis, Miranda Miller e Rena Lovelis. Chitarrista e cantante, Julia Pierce, all'età di undici anni, decise di formare un gruppo con ragazze della sua età e mise annunci su internet e sparse volantini per Los Angeles. La prima a rispondere fu la batterista Nia Lovelis, seguita poi da Miranda Miller (chitarra, tastiera voce). In mancanza di una bassista, Rena Lovelis venne convinta ad unirsi al gruppo temporaneamente, ma ben presto le altre tre decisero di volerla come membro ufficiale. Il nome Cherri Bomb deriva dal libro Cherry Bomb - The Ultimate Guide to Becoming a Better Flirt, a Tougher Chick, and a Hotter Girlfriend, and to Living Life Like a Rock Star di Carrie Borzillo.
Nel 2010, Samantha Maloney (ex batterista dei Mötley Crüe) diventò manager del gruppo e dopo solo due settimane di lavoro riuscì a farle unire al tour degli Smashing Pumpkins.
Il gruppo si unì alla Hollywood Records nel giugno del 2011, e ad ottobre dello stesso anno uscì il loro EP di debutto, Stark. Le Cherri Bomb hanno suonato come gruppo di supporto per diverse band, ad esempio Foo Fighters, The Smashing Pumpkins e Steel Panther. Hanno inoltre suonato a festival europei come Oxegen in Irlanda, T in the Park in Scozia e ai festival di Reading e Leeds.
Il loro album di debutto, This Is The End Of Control, è uscito il 15 maggio 2012 e la canzone Shake The Ground è stata inserita nella colonna sonora del film The Avengers. Nell'estate dello stesso anno hanno suonato al Warped Tour.
Il 23 gennaio 2013, le Cherri Bomb hanno annunciato tramite la loro pagina Facebook la separazione da Julia Pierce, chiedendo ai a fan di rispettare il fatto che volessero tenere i dettagli della faccenda tra di loro. Tuttora non sono stati esplicitati i motivi della separazione. Successivamente, Casey Moreta si unì al gruppo come chitarrista temporaneo, mentre le ragazze cercavano ancora una sostituta per Pierce. Il 9 marzo del 2013, Miller e le sorelle Lovelis chiesero a Moreta di unirsi ufficialmente al gruppo durante un concerto. Inscenando una proposta di matrimonio, Rena Lovelis si inginocchiò di fronte a lui con un anello in mano e accanto a lei Nia Lovelis aprì la sua camicia rivelando una maglietta con la scritta "Casey, will you be in the band?". Moreta accettò.

### 2015 - presente: Hey Violet

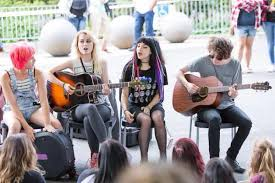
Hey Violet durante un set acustico in occasione del Rock Out With Your Socks Out Tour

Il 18 febbraio 2015, il gruppo annunciò sul suo canale YouTube di aver cambiato nome in Hey Violet. Il mese successivo gli Hey Violet pubblicarono il singolo This Is Why e poco dopo venne confermato che si erano uniti alla Hi or Hey Records, la frazione di Capitol Records in mano al gruppo australiano 5 Seconds of Summer. A giugno accompagnarono i 5 Seconds of Summer per aprire i loro concerti nel Rock Out With Your Socks Out Tour per le date europee e nordamericane. Prima di ogni concerto, gli Hey Violet hanno suonato un set acustico gratuito fuori dalle arene per i loro fan, annunciando l'ora e il luogo il giorno stesso tramite i loro profili su social network come Twitter o Facebook.
Il 30 novembre hanno cominciato un tour europeo, partendo dal Regno Unito per poi continuare per Italia, Paesi Bassi, Svezia, Danimarca e Germania. In questa occasione, Rena Lovelis annunciò che non avrebbe più suonato il basso dal vivo, per potersi concentrare principalmente sul canto. A questo tour vennero accompagnati dal bassista Edison Lo.
Nell'estate del 2016 si sono poi riuniti ai 5 Seconds of Summer come gruppo di supporto per le date nordamericane del loro Sounds Live Feels Live Tour, portando con sé Iain Shipp come bassista. Anche questa volta organizzano dei set acustici, che hanno chiamato HVunplugged, prima di ogni data del tour.
Il 29 luglio 2016 hanno pubblicato il singolo Brand New Moves che anticipa l'omonimo EP, che è stato poi pubblicato il 16 agosto.
Il 31 luglio 2016 hanno vinto nella categoria "Next Big Thing" ai Teen Choice Awardss 2016.
Il 18 settembre 2016 gli Hey Violet annunciarono sui loro vari profili nei social media che Shipp si era unito ufficialmente al gruppo.
Il primo settembre 2017 Miranda Miller lasciò il gruppo.
Ad aprile 2019 Iain Shipp annunciò sul suo account Twitter di non essere più parte della band, in quei giorni erano uscite delle accuse di stupro rivolte al musicista e nonostante lui abbia negato ogni coinvolgimento è deducibile che queste controversie siano tra le cause della separazione dal gruppo. Shipp non ha più twittato dopo questi annunci.

## Formazione

### Formazione attuale
- Nia Lovelis - batteria, voce (2008-presente)
- Rena Lovelis - voce (2013-presente), basso (2008-2016)
- Casey Moreta - chitarra, voce (2013-presente)

### Ex componenti
- Julia Pierce - chitarra, voce (2008-2013)
- Miranda Miller - chitarra, tastiera, voce (2008-2017)
- Iain Shipp - basso, tastiera, sintetizzatore (2016-2019)

## Discografia

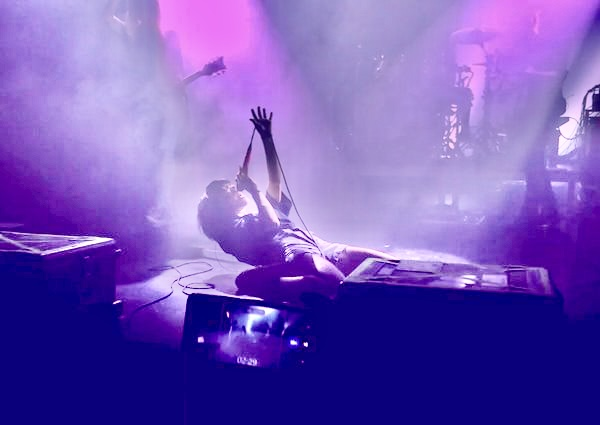
Rena Lovelis durante un concerto nel 2015

### Album in studio
- 2012 - This Is the End of Control (come Cherri Bomb)
- 2017 - From the Outside
- 2024 - Aftertaste

### EP
- 2011 - Stark (come Cherri Bomb)
- 2015 - I Can Feel It
- 2016 - Brand New Moves
- 2021 - Problems
- 2021 - Deep End
- 2022 - Bloom

## Tournée

### Headliner
- 2015 - Hey Violet Live
- 2017- Hey Violet Live

### Gruppo spalla
- 2015 - 5 Seconds of Summer - Rock Out With Your Socks Out Tour
- 2016 - 5 Seconds of Summer - Sounds Live Feels Live